# Nazionale maschile di calcio di Macao
La nazionale di calcio di Macao (in cinese 中國澳門足球代表隊, Zhōngguó àomén zúqiú dàibiǎo duì, in portoghese Selecção Macaense de Futebol) rappresenta la squadra calcistica nazionale della Regione Amministrativa Speciale di Macao. La nazionale macaense è affiliata sia alla AFC che alla FIFA ed è supervisionata dalla Macau Football Association. La prima partita disputata dalla selezione risale al 1949, quando venne sconfitta in casa dalla Corea del Sud per cinque reti ad una. La selezione ha rappresentato Macao durante la propria dipendenza dal Portogallo e continua a rappresentarlo da quando il piccolo territorio è diventato una regione amministrativa speciale della Cina.
Macao non ha mai ottenuto risultati prestigiosi in campo internazionale ed inoltre è una delle squadre più deboli della confederazione asiatica, infatti occupa il 182º posto del ranking FIFA.

## Risultati ai Mondiali di calcio
- Dal 1930 al 1978 - Non partecipante
- 1982 - Non qualificata
- 1986 - Non qualificata
- 1990 - Non partecipante
- Dal 1994 al 2026 - Non qualificata

## Risultati nella Coppa d'Asia
- 1956 al 1976 - Non partecipante
- 1980 - Non qualificato
- 1984 - Non partecipante
- 1988 - Non partecipante
- 1992 al 2004 - Non qualificato
- Dal 2007 al 2015 - Non partecipante
- 2019 - Non qualificato

## Risultati nella East Asian Cup
- 2003 - Non qualificato
- 2005 - Non partecipante

## Risultati nel AFC Challenge Cup
- 2006 - Primo turno
- 2008 al 2012- Non qualificato

## Rosa attuale
Presenze, reti e numerazione aggiornate al 7 giugno 2019.
| 1  | P | Ho Man Fai         | 24 aprile 1993   | 33 | 0 | Monte Carlo         |  |  |
| 22 | P | Fong Chi Hang      | 26 ottobre 1989  | 1  | 0 | Cheng Fung          |  |  |
| 23 | P | U Wai Chon         | 19 marzo 1999    | 0  | 0 | Development         |  |  |
|    |   |                    |                  |    |   |                     |  |  |
| 2  | D | Lei Ka Him         | 16 agosto 1991   | 26 | 1 | Chao Pak Kei        |  |  |
| 4  | D | Kam Chi Hou        | 4 aprile 1995    | 10 | 0 | Chao Pak Kei        |  |  |
| 3  | D | Lei Chi Kin        | 24 ottobre 1990  | 12 | 0 | Benfica de Macau    |  |  |
| 5  | D | Lam Ka Pou         | 10 luglio 1985   | 15 | 0 | Hang Sai            |  |  |
| 6  | D | Ng Wa Seng         | 2 agosto 1999    | 10 | 0 | Central and Western |  |  |
| 7  | D | Chan Man           | 4 ottobre 1993   | 24 | 2 | Benfica de Macau    |  |  |
| 8  | D | Vernon Wong        | 19 novembre 1989 | 19 | 1 | Ka I                |  |  |
| 13 | D | Filipe Duarte      | 30 marzo 1985    | 9  | 3 | Benfica de Macau    |  |  |
| 19 | D | Lei Ka Hou         | 23 luglio 1989   | 8  | 0 | Benfica de Macau    |  |  |
| 20 | D | Herculano Monteiro | 5 novembre 1983  | 0  | 0 | Polícia             |  |  |
|    |   |                    |                  |    |   |                     |  |  |
| 11 | C | Lam Ka Seng        | 28 maggio 1994   | 21 | 3 | Chao Pak Kei        |  |  |
| 14 | A | Lee Keng Pan       | 28 febbraio 1990 | 12 | 0 | Benfica de Macau    |  |  |
| 15 | C | Cheong Hoi San     | 28 giugno 1998   | 10 | 0 | Monte Carlo         |  |  |
| 16 | D | Lam Ngai Tong      | 13 gennaio 1990  | 5  | 0 | Wong Tai Sin        |  |  |
| 17 | C | Kong Cheng Hou     | 2 agosto 1986    | 39 | 0 | Ka I                |  |  |
| 18 | C | Ng Wa Keng         | 2 agosto 1999    | 3  | 0 | Hang Sai            |  |  |
| 21 | C | Pang Chi Hang      | 3 novembre 1993  | 22 | 0 | Chao Pak Kei        |  |  |
|    |   |                    |                  |    |   |                     |  |  |
| 9  | A | Ho Ka Seng         | 21 ottobre 1993  | 3  | 0 | Chao Pak Kei        |  |  |
| 10 | A | Niki Torrão        | 18 novembre 1987 | 16 | 8 | Benfica de Macau    |  |  |
| 12 | A | Ho Man Hou         | 5 novembre 1988  | 19 | 5 | Tim Iec             |  |  |